# Ryszard Faron
Ryszard Kazimierz Faron (ur. 18 kwietnia 1952 w Warszawie, zm. 4 sierpnia 2017 w Brodnicy) – polski aktor.

## Życiorys
Ukończył Technikum Żeglugi Śródlądowej we Wrocławiu w 1971, podobnie jak aktorzy Marian Czerski, Aleksander Maciejewski i Kazimierz Wysota, a w 1980 warszawską PWST. W latach 1978–1983 był aktorem Teatru Powszechnego w Warszawie, a w sezonie 1991/1992 i w latach 2008–2010 aktorem Lubuskiego Teatru im. Leona Kruczkowskiego w Zielonej Górze. W Teatrze Powszechnym zagrał m.in. rolę Billinga w dramacie Wróg ludu (1882) Henrika Ibsena w reżyserii Kazimierza Kutza (premiera 7 kwietnia 1979) i rolę Spiskowca II w Spiskowcach Josepha Conrada (premiera 11 stycznia 1980, reż. Zygmunt Hübner). Tę drugą rolę powtórzył również w telewizyjnej adaptacji spektaklu, który został w 1999 nominowany przez Akademię Teatru Telewizji do tzw. Złotej Setki Teatru Telewizji. W Lubuskim Teatrze wcielił się m.in. w rolę Raki w Żonie pana ministra (premiera 16 października 1991, reż. Hanka Bielicka). Okazjonalnie zajmował się również reżyserią teatralną – wyreżyserował Powrót Smoka, czyli baśń o takich, że szkoda gadać w Centrum Sztuki – Teatrze Dramatycznym w Legnicy (premiera 30 maja 1993).
Najbardziej pamiętany jest z filmowej roli „studenta” pomagającego wbrew swojej woli milicji, w Przepraszam, czy tu biją? Marka Piwowskiego. W filmie tym zagrał będąc na drugim roku studiów aktorskich. To kreowany przez niego bohater, podczas przesłuchania przez kpt. Mildego (Jerzy Kulej), wypowiada słowa będące tytułem filmu.
Przez wiele lat występował w szkołach z monodramami i spektaklami, których tematy poruszają problemy społeczne dotykające młodzież. Były to m.in. monodram Kto następny do tego piekła? o alkoholizmie (premiera w 1993 r.) oraz spektakl Ja zabiłem, na motywach Zbrodni i kary, mówiący o przemocy na przestrzeni dziejów (wystawiany wspólnie ze Stanisławem Biczysko i Jolantą Wołłejko). Był członkiem Związku Artystów Scen Polskich i Związku Zawodowego Aktorów Polskich.
Był lektorem wydanej w 2006 audioksiążki Dom cichej śmierci Tadeusza Kosteckiego. Użyczył głosu w grze komputerowej Gothic 3.
Mieszkał w Zielonej Górze. Został pochowany na cmentarzu komunalnym w Brodnicy.

## Wybrana filmografia
- 1976: Barwy ochronne, jako student uczestnik sympozjum
- 1976: Przepraszam, czy tu biją?, jako Ryszard Walendowski, student z fałszywą maturą
- 1978: Nie zaznasz spokoju, jako Darek Konopka, chłopak Bożeny, były członek bandy
- 1980: Dom, jako kolega Bronka Talara z brygady Służby Polsce
- 1981: Najdłuższa wojna nowoczesnej Europy, jako porucznik Michał von Poturzycki (odc. 13)
- 1984: Godność, jako Hajduk, szef zakładowej „Solidarności”
- 2007: Pitbull, jako Zaczyk, kolega poszukiwanego Janka (odc. 12)
- 2007: Kryminalni, jako Ruczaj (odc. 69)